# Замок Баллігаллі

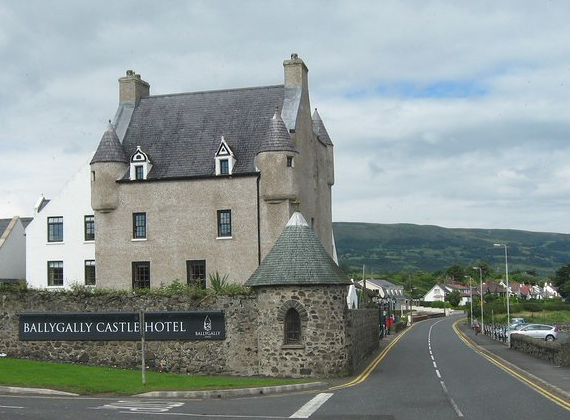
Замок Баллігаллі.

Замок Баллігаллі (англ. — Ballygally Castle) — один із замків Ірландії, знаходиться в однойменному селищі, в графстві Антрім, Північна Ірландія. Розташований в 3 милях від міста Ларн, на березі моря, біля однойменної затоки. У даний час замок використовується як готель. Це єдина споруда XVII століття в Північній Ірландії, що досі використовується як резиденція. Замок Баллігіалі — одне з найбільш часто відвідуваних місць у всьому Ольстері.

## Особливості архітектури
Замок описують як «живу чарівну ластівку майже бірюзового кольору, збудований в стилі шотландських баронських замків з видом на море». В архітектурі замку справді простежується сильний шотландський вплив, є циліндричні бокові вежі, конічний дах. Замок був побудований з високими стінами, крутим дахом, мансардними вікнами і кутовими вежами. Стіни товщиною в п'ять футів з бійницями для рушниць. У замку є потік води, що тече через зовнішній зал для забезпечення водою на випадок облоги.

## Історія замку Баллігаллі
Замок Баллігаллі побудований в 1625 році Джеймсом Шоу з Шотландії, що прибув в цей район і орендував землю у графа Антрім за £ 24 на рік. Над вхідними дверима замку, що ведуть до башти, є напис Середній шотландці «Godis Providens is my Inheritans» — «Боже провидіння — це моя спадщина» (діалект шотландської мови). Під час так званої «Війни Трьох Королівств» у XVII столітті замок неодноразово зазнавав нападів і штурмів. У 1641 році замок штурмувала ірландська армія, що прийшла з Гленарм. Замок штурмували кілька разів, але кожен штурм був невдалим. Замок був власністю родини Шоу, поки вона не перейшла в руки Вільяма Шоу в 1799 році. Вільям Шоу продав маєток і замок за £ 15 400. У 1950 році замок купив лорд Сіріл. Замок був розширений і реконструйований. На сьогодні замок належить компанії «Hastings Hotels Group». Замок зареєстрований як пам'ятка історії та архітектури.

## Привиди замку Баллігаллі
Замок Баллігіллі славиться своїми привидами. Найбільш зловісним є привид колишньої мешканки замку — леді Ізабель Шоу, яка має звичку стукати в двері кімнат замку і зникати. Леді Ізабель Шоу колись покінчила життя самогубством викинувшись з вікна замку після того як її чоловік замкнув в башті замку і морив її голодом. Ще один зловісний привид — мадам Ніксон. Вона теж жила в цьому замку в ХІХ столітті. Інколи вона блукає замком і чути шарудіння її шовкової сукні. У замку Баллігаллі є окрема кімната, яку часто відвідують привиди — її так і називають — кімната привидів, вона розташована в маленькій башті в кутку замку. Ця кімната не використовується як номер готелю, щоб зайвий раз не лякати відвідувачів.
У 2003 році менеджер Ольга Генрі сказала, провівши якийсь час в готелі: «Я раніше дуже скептично ставився до всього надприродного і до привидів тим паче. Але чим більше я була тут і працювати тут, тим більше я думаю, що є безумовно щось є в цьому готелі». За словами Ольги Генрі, один гість зупинився в одній з кімнат в башті біля «Кімнати привидів» і серед ночі він прокинувся і подумав, що він був у себе вдома, бо один з його дітей поклав руку йому на спину. Він прокинувся і сказав, дитина бігала по кімнаті і сміялася, але нічого не було видно, він з переляку вибіг у вестибюль і боляче вдарився. У грудні 2003 року Ольга Генрі створила «Кімнату-в'язницю» в башті, вони очікували гостей, що замовили столик. Накрили стіл. Ольга Генрі замкнула кімнату, а потім, коли знову відчинила кімнату побачила, що серветки розгорнуті, навколо столу розкидані недоїдки. У готелі інколи зупинялися медіуми. Вони повідомляли, що в замку було більше привидів, ніж гостей на той час.